# Hexatoma (Eriocera) breviuscula
Hexatoma (Eriocera) breviuscula is een tweevleugelige uit de familie steltmuggen (Limoniidae). De soort komt voor in het Neotropisch gebied.